# SGI Origin 2000
El SGI Origin 2000 es una familia de servidores y supercomputadoras de gama media y alta gama desarrolladas y fabricadas por Silicon Graphics (SGI). Fueron introducidos en 1996 tras el éxito del SGI Challenge y el POWER Challenge. En el momento de la introducción, estos ejecutaban el sistema operativo IRIX, originalmente versión 6.4 y posterior, 6.5. Una variante del Origin 2000 con capacidad de gráficos se conoce como Onyx2. Una variante de nivel de entrada basada en la misma arquitectura pero con una implementación de hardware diferente se conoce como Origin 200. El Origin 2000 fue sucedido por el Origin 3000 en julio de 2000 y fue discontinuado el 30 de junio de 2002.

## Modelos
La familia fue anunciada el 7 de octubre de 1996. El proyecto recibió el nombre en código de Lego, y también conocido como SN0, para indicar el primero de una serie de arquitecturas de nodos escalables, en contraste con las arquitecturas simétricas multiprocesador anteriores en la serie SGI Challenge.
| Modelo      | # de CPU                            | Memoria                            | I/O     | Chasis                             | Introducido | Discontinuado      |
| ----------- | ----------------------------------- | ---------------------------------- | ------- | ---------------------------------- | ----------- | ------------------ |
| Origin 2100 | 2 a 8                               | Hasta 16 GB                        | 12 XIO  | Deskside                           | ?           | 31 de mayo de 2002 |
| Origin 2200 | 2 a 8                               | Hasta 16 GB                        | 12 XIO  | Deskside                           | ?           | 31 de mayo de 2002 |
| Origin 2400 | 8 a 32                              | Hasta 64 GB                        | 96 XIO  | 1 a 4 bastidores                   | ?           | 31 de mayo de 2002 |
| Origin 2800 | 32 a 128 (256 y 512 no compatibles) | Hasta 256 GB (512 GB no admitidos) | 384 XIO | 1 a 9 bastidores (con Meta Router) | ?           | 31 de mayo de 2002 |

El Origin 2100 es casi igual al de los otros modelos, excepto que no se puede actualizar a otros modelos. (a menos que se hayan reemplazado las tarjetas de enrutador, etc.)
El conteo de CPU más alto que SGI comercializó para Origin 2000 es de 128 CPU; por encima de las 64 CPU, el producto se denominó originalmente "CRAY Origin 2000", ya que Cray Research acaba de fusionarse con SGI. Tres modelos de Origin 2000 son capaces de usar 512 CPU y 512 GB de memoria, pero nunca se comercializaron como un sistema para los consumidores. Una de las Origin 2000 de 512 CPU se instaló en las instalaciones de SGI en Eagan, Minnesota para fines de prueba, y las otras dos se vendieron al Centro de Investigación Ames de la NASA en Mountain View, California, para computación científica especializada. Los Origin 2800 de 512 CPU costaban aproximadamente $40 millones cada uno y la entrega de los sistemas Origin 3000, escalables hasta 512 o 1024 CPU a un precio más bajo por rendimiento, hizo que los Origin 2000 de 512 CPU quedara obsoleto. 
Varios clientes también compraron sistemas de la serie Origin 2000 de 256 CPU, aunque tampoco fueron comercializados como producto por SGI. 
La instalación más grande de la serie SGI Origin 2000 fue Blue Mountain de la Accelerated Strategic Computing Initiative. Incluía 48 sistemas de CPU de la serie 2000 de Origin 2000, todos conectados a través de la Interfaz paralela de alto rendimiento (HIPPI) para un total de 6144 procesadores. En el momento en que se probó, ocupó el segundo lugar en la lista TOP500 de las computadoras más rápidas del mundo.[cita requerida] Esa prueba se completó con solo 40 nodos de 128 CPU cada uno y registró 1.6 teraflops sostenidos. Con todos los nodos conectados, pudo sostener 2.1 teraflops y un pico de más de 2.5 teraflops. El Laboratorio Nacional de Los Álamos también tenía otro sistema de 12 de Origin de 128 CPU (para un total de 1536 CPU) como parte de las mismas pruebas. 
El laboratorio de simulación del clima en el Centro Nacional de Investigación Atmosférica (NCAR) tenía un sistema Origin 2000 llamado "Ute" con 128 CPU. Fue entregado el 18 de mayo de 1998 y dado de baja el 15 de julio de 2002. Un sistema más pequeño en NCAR fue nombrado dataproc, entregado el 29 de marzo, con 16 CPU. Los sistemas Ames en la NASA incluyen el que lleva el nombre de Harvard Lomax con 512 CPU, uno que recibe el nombre de Joseph Steger con 128 CPU, otro que lleva el nombre de Grace Hopper con 64 CPU y el otro de Alan Turing con 24 CPU.

## Hardware
Cada módulo de Origin 2000 se basa en nodos que están conectados a una placa posterior. Cada módulo puede contener hasta cuatro placas de nodo, dos placas de enrutador y doce opciones XIO. Luego, los módulos se montan dentro de un gabinete de escritorio o un rack. Los gabinetes de escritorio solo pueden contener un módulo, mientras que los rack pueden contener dos. En configuraciones con más de dos módulos, se utilizan múltiples racks. 
| Recinto  | Anchura             | Altura                | Profundidad          | Peso 1             |
| -------- | ------------------- | --------------------- | -------------------- | ------------------ |
| Deskside | 53 cm (21 pulgadas) | 65 cm (25.5 pulgadas) | 58 cm (23 pulgadas)  | 98 kg (215 libras) |
| Rack     | 71 cm (28 pulgadas) | 185 cm (73 pulgadas)  | 102 cm (40 pulgadas) | 317kg (700 libra   |

^ 1 Las cifras especificadas son para configuraciones máximas.
El Origin 200 usa algunos de los componentes arquitectónicos, pero en una realización física muy diferente que no es escalable.

### Arquitectura
Un sistema Origin 2000 está compuesto por nodos unidos entre sí por una red de interconexión. Utiliza la memoria compartida distribuida, a veces denominada arquitectura de multiprocesamiento escalable de memoria compartida (S2MP). Origin 2000 usa NUMAlink (originalmente llamado CrayLink) para su interconexión del sistema. Los nodos están conectados a placas de enrutador, que utilizan cables NUMAlink para conectarse a otros nodos a través de sus enrutadores. La topología de red de Origin 2000 es un bristled fat hypercube. En configuraciones con más de 64 procesadores, se utiliza una topología de red jerárquica de hipercubos de grasa. Se pueden instalar cables NUMAlink adicionales, llamados enlaces Xpress, entre puertos de enrutador estándar no utilizados para reducir la latencia y aumentar el ancho de banda. Los enlaces Xpress solo se pueden usar en sistemas que tienen 16 o 32 procesadores, ya que estas son las únicas configuraciones con una topología de red que permite que los puertos no utilizados se usen de esa manera. 
La arquitectura tiene sus raíces en el proyecto DASH en la Universidad de Stanford, dirigido por John L. Hennessy, que incluyó a dos de los diseñadores de Origin.

#### Tablas de enrutador
El Origin 2000 utiliza cuatro placas de enrutador diferentes. Cada placa de enrutador sucesiva permite conectar una mayor cantidad de nodos. 

##### Enrutador nulo
El enrutador nulo conecta dos nodos en el mismo módulo. Un sistema que utiliza el enrutador nulo no se puede expandir ya que no hay conectores externos. 

##### Star Router
El Star Router puede conectar hasta cuatro nodos. Siempre se utiliza junto con un enrutador estándar para funcionar correctamente. 

##### Enrutador estándar (enrutador de bastidor)
El enrutador estándar puede conectar hasta 32 nodos. Contiene un circuito integrado de aplicación específica (ASIC) conocido scalable pipelined interconnect for distributed endpoint routing (SPIDER), que sirve como enrutador para la red NUMAlink. El ASIC SPIDER tiene seis puertos, cada uno con un par de enlaces unidireccionales, conectados a una barra transversal que permite que los puertos se comuniquen entre sí.

##### Meta Router (Router Cray)
El Meta Router se usa junto con los enrutadores estándar para conectar más de 32 nodos. Puede conectar hasta 64 nodos. 

### Nodos
Cada nodo Origin 2000 cabe en una sola placa de circuito impreso de 16 "por 11" que contiene uno o dos procesadores, la memoria principal, la memoria de directorio y el ASIC Hub. La placa de nodo se enchufa en el plano posterior a través de un conector CPOP (Compression Pad-on-Pad) de 300 pads. El conector en realidad combina dos conexiones, una a la red del enrutador NUMAlink y otra al subsistema XIO I / O. 

#### Procesador
Cada procesador y su caché secundaria están contenidos en una placa secundaria HIMM (Módulo de memoria en línea horizontal) que se conecta a la placa de nodo. En el momento de la introducción, el Origin 2000 utilizaba la placa IP27, que presentaba uno o dos procesadores R10000 a 180 MHz con 1 MB de caché secundaria. también estaba disponible un modelo de gama alta con dos R10000 a 195 MHz con 4 MB de caché secundario. En febrero de 1998, se introdujo la placa IP31 con dos R10000 a 250 MHz con 4 MB de cachés secundarios. Más tarde, la placa IP31 se actualizó para admitir dos R12000 a 300, 350 o 400 MHz. Los modelos de 300 y 400 MHz tenían 8 MB de cachés L2, mientras que el modelo de 350 MHz tenía 4 MB de caché L2. Cerca del final de su vida útil, una variante de la placa IP31 se puso a disposición, la cual usaba un R14000 a 500 MHz con 8 MB de cachés L2.

#### Memoria principal y memoria de directorio.
Cada tarjeta de nodo puede admitir un máximo de 4 GB de memoria a través de 16 ranuras DIMM utilizando memorias SDCAM DIMM patentadas con capacidades de 16, 32, 64 y 256 MB. Debido a que el bus de memoria tiene una anchura de 144 bits (128 bits para datos y 16 bits para ECC), los módulos de memoria se insertan en pares. Para admitir el modelo de memoria compartida distribuida Origin 2000, los módulos de memoria son propietarios e incluyen memoria de directorio, que contiene información sobre el contenido de las cachés remotas para mantener la coherencia de la memoria caché, y admite hasta 32 procesadores. Se requiere memoria de directorio adicional en configuraciones con más de 32 procesadores. La memoria de directorio adicional está contenida en DIMM propietarios que se insertan en ocho ranuras DIMM reservadas para su uso. 

#### Hub ASIC
El Hub ASIC conecta los procesadores, la memoria y XIO a la interconexión del sistema NUMAlink 2 . El ASIC contiene cinco secciones principales: la barra transversal (denominada "XB"), la interfaz de E/S (denominada "II"), la interfaz de red (denominada "NI"), la interfaz del procesador (referido como el "PI") y la interfaz de memoria y directorio (referido como el "DM"), que también sirve como controlador de memoria. Las interfaces se comunican entre sí a través de las memorias intermedias FIFO que están conectadas a la barra transversal. Cuando dos procesadores están conectados al Hub ASIC, el nodo no se comporta de manera SMP. En cambio, los dos procesadores funcionan por separado y sus buses se multiplexan a través de la interfaz de procesador único. Esto se hizo para guardar los pines en el Hub ASIC. El Hub ASIC tiene una velocidad de 100 MHz y contiene 900,000 compuertas fabricadas en un proceso de metal de cinco capas. 

### Subsistema de E/S
El subsistema de E/S se basa en el ASIC de Crossbow (Xbow), que comparte muchas similitudes con el ASIC de SPIDER. Dado que el Xbow ASIC está diseñado para usarse con el protocolo XIO más simple, su hardware también es más simple, lo que permite que el ASIC tenga ocho puertos, en comparación con los seis puertos del ASIC SPIDER. Dos de los puertos se conectan a las placas de nodos y los seis restantes a las tarjetas XIO. Si bien el bus nativo del subsistema de E/S es XIO, también se pueden usar buses PCI-X y VME64, proporcionados por los puentes XIO. 
Una placa base de E/S IO6 está presente en todos los sistemas. Es una tarjeta XIO que proporciona: 
- 1 puerto Fast Ethernet de 10/100BASE-TX
- 2 puertos serie proporcionados por dos UART
- 1 puerto interno Fast 20 UltraSCSI de un solo extremo
- 1 puerto externo UltraSCSI de ancho simple
- 1 salida de interrupción en tiempo real para sincronización de tramas
- 1 entrada de interrupción en tiempo real (borde activado)
- Flash PROM, NVRAM y reloj en tiempo real.

El IO6G (G para gráficos) tenía 2 puertos serie adicionales y puertos de teclado/mouse más los puertos anteriores. Se requería el IO6G en sistemas con tuberías (tarjetas) de gráficos Onyx para conectar el teclado/mouse. 